# موريس شيبارد
موريس شيبارد (بالإنجليزية: Morris Sheppard)‏ هو محامي وسياسي أمريكي، ولد في 28 مايو 1875 في مقاطعة موريس في الولايات المتحدة، وتوفي في 9 أبريل 1941 في واشنطن العاصمة في الولايات المتحدة. حزبياً، نشط في الحزب الديمقراطي. وقد انتخب عضو مجلس النواب الأمريكي وانتخب عضو مجلس الشيوخ الأمريكي.